# Дисконтный клуб
Дисконтный клуб — (добровольное объединение, юридическое лицо, подразделение юридического лица) оказывающее услуги по выпуску и обслуживанию дисконтных карт, купонов или ваучеров, предоставляющих их владельцам скидки или иные преференции.
Как правило дисконтный клуб выпускает собственную дисконтную карту, приём которой и предоставление скидок по которой осуществляется в торговых точках партнерами дисконтного клуба по заранее обусловленным правилам.
Основная цель дисконтных клубов — объединение и взаимный обмен клиентскими базами, с целью расширения бизнеса каждого партнера клуба и предоставление скидок клиентам клуба.
Дисконтная система - вариант дисконтного клуба без определенных участников. В рамках универсальной дисконтной системы могут выпускаться и обслуживаться дисконтные карты или использоваться специализированный сайт со скидочным терминалом. Универсальные дисконтные системы давют возможность получения скидок в различных предприятиях торговли и услуг.

## Разновидности
Дисконтный клуб может быть закрытым или открытым по своей сути.
Закрытый дисконтный клуб отличается тем, что стать клиентом или партнером дисконтного клуба можно только по рекомендации и/или согласию других клиентов или партнеров клуба соответственно.
Открытый дисконтный клуб предлагает партнерам и клиентам клуба возможность участия в клубе без согласования с другими партнерами или клиентами дисконтного клуба.
Открытые дисконтные клубы могут предлагать клиентами стать участниками клуба:
- купив карточку дисконтного клуба,
- совершив покупку, определенную правилами дисконтного клуба, в торговых точках партнера(-ов) дисконтного клуба,
- участвуя в акционных мероприятиях партнеров дисконтного клуба.
- безвозмездно.

## Развитие
Практика создания дисконтных клубов появлялась как продолжение клиентских клубов отдельных торговцев, и вызвана коммерческим интересом, основанном на снижении затрат на развитие собственной клиентской программы лояльности каждого торговца.
Позже, дисконтные клубы стали использовать наработанные клиентские базы как маркетинговый и рекламный инструмент, проводя рекламные кампании среди клиентов клуба, как целевой аудитории с высокой покупательской способностью.
В рекламной работе дисконтные клубы активно используют печатные каталоги скидок, сайты, СМИ и SMS-рассылки.
Наряду с дисконтными клубами, использующими картонные и пластиковые дисконтные карты с развитием мобильной связи и Интернета появляются клубы использующие электронные дисконтные карты и электронные билеты, которые хранятся на электронных носителях информации, предоставляющих возможность бесконтактной передачи такой информации (считывание сканером с экрана мобильного телефона, передача по технологии SMS, Bluetooth, WiFi и т. п.).
В интернете появляются дисконтные клубы, где пользователи самостоятельно обмениваются собственными дисконтными картами на различных взаимовыгодных условиях.